# Sforza
De familie Sforza heerste tijdens de Italiaanse renaissance over de stadstaat Milaan. De macht van de familie werd gevestigd door Muzio Attendolo, die Sforza ("Sterk") werd genoemd. Hij was een condottiere uit Romagna die de koningen van Napels diende.
Zijn zoon Francesco Sforza heerste over Milaan, nadat hij in 1447 de titel Hertog van Milaan verwierf toen de familie Visconti geen erfgenaam meer had voortgebracht. Onder de nakomelingen van Francesco zat een aantal goede leiders, onder wie de stad verder opbloeide. Anderen ontwikkelden dictatoriale trekjes. De Sforza's gingen later samen met de familie Borgia, door het huwelijk van Lucrezia Borgia en Giovanni Sforza in 1492.
Ludovico Sforza werd in 1500 door de Fransen uit Milaan verdreven; zijn zoon werd in ere hersteld nadat de Zwitserse Garde de Fransen had teruggedreven. In 1515 werd Massimiliano echter gevangengenomen door Frans I van Frankrijk. Na hem zou nog slechts één Sforza over Milaan regeren.

## De Sforza's als heersers over Milaan
- Francesco I 1450 - 1466
- Galeazzo Maria Sforza 1466 - 1476
- Gian Galeazzo Sforza 1476 - 1494
- Ludovico Sforza 1494 - 1500
- Massimiliano Sforza 1512 - 1515
- Francesco II Sforza 1521 - 1535